# Corvus florensis
La cornacchia di Flores o corvo di Flores (Corvus florensis Büttikofer, 1894) è un uccello passeriforme della famiglia dei corvidi.

## Etimologia
Il nome scientifico della specie, florensis, rappresenta un riferimento al suo areale: il nome comune altro non è che la traduzione di quello scientifico.

## Descrizione

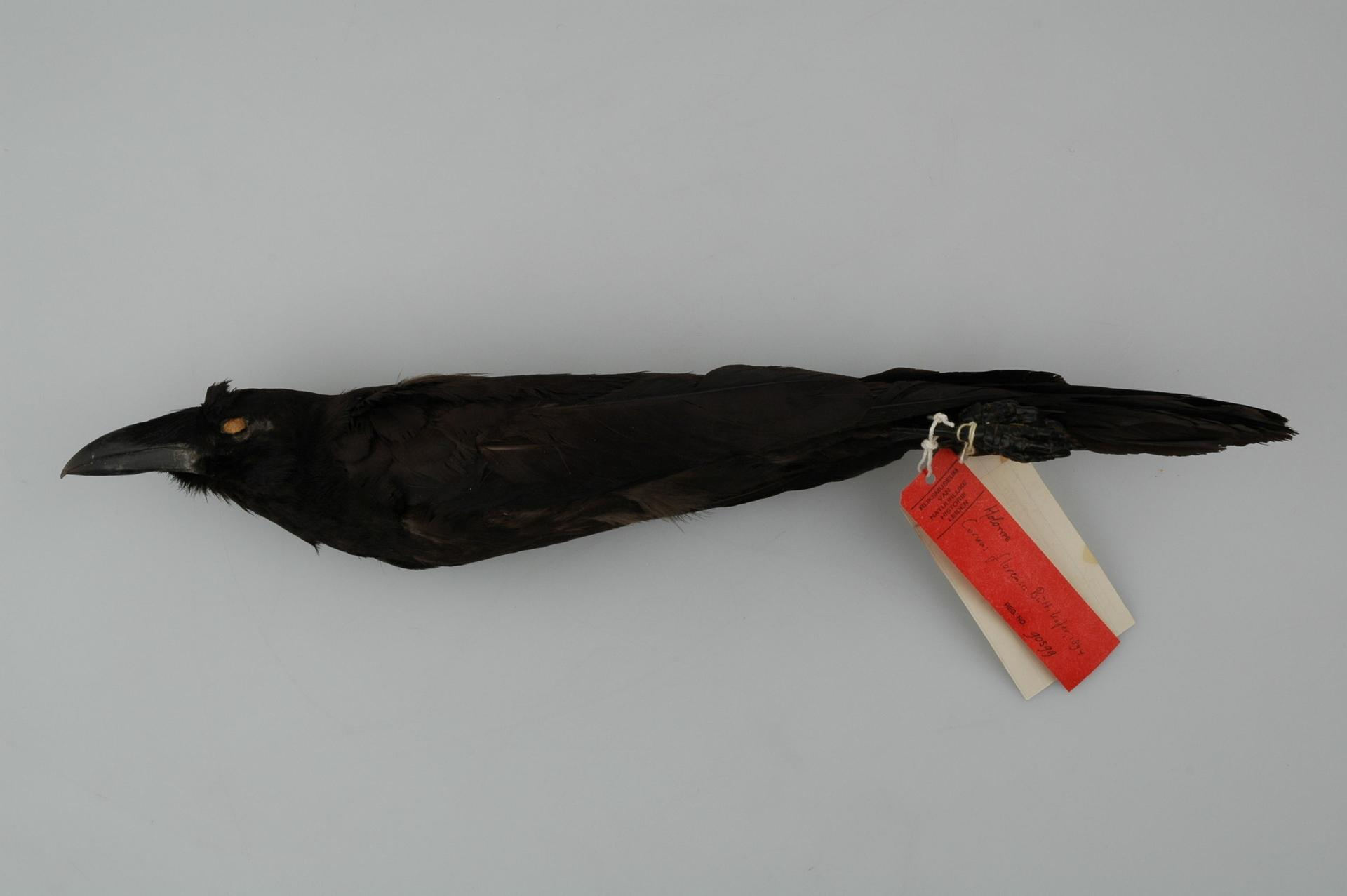
Veduta laterale di esemplare impagliato.

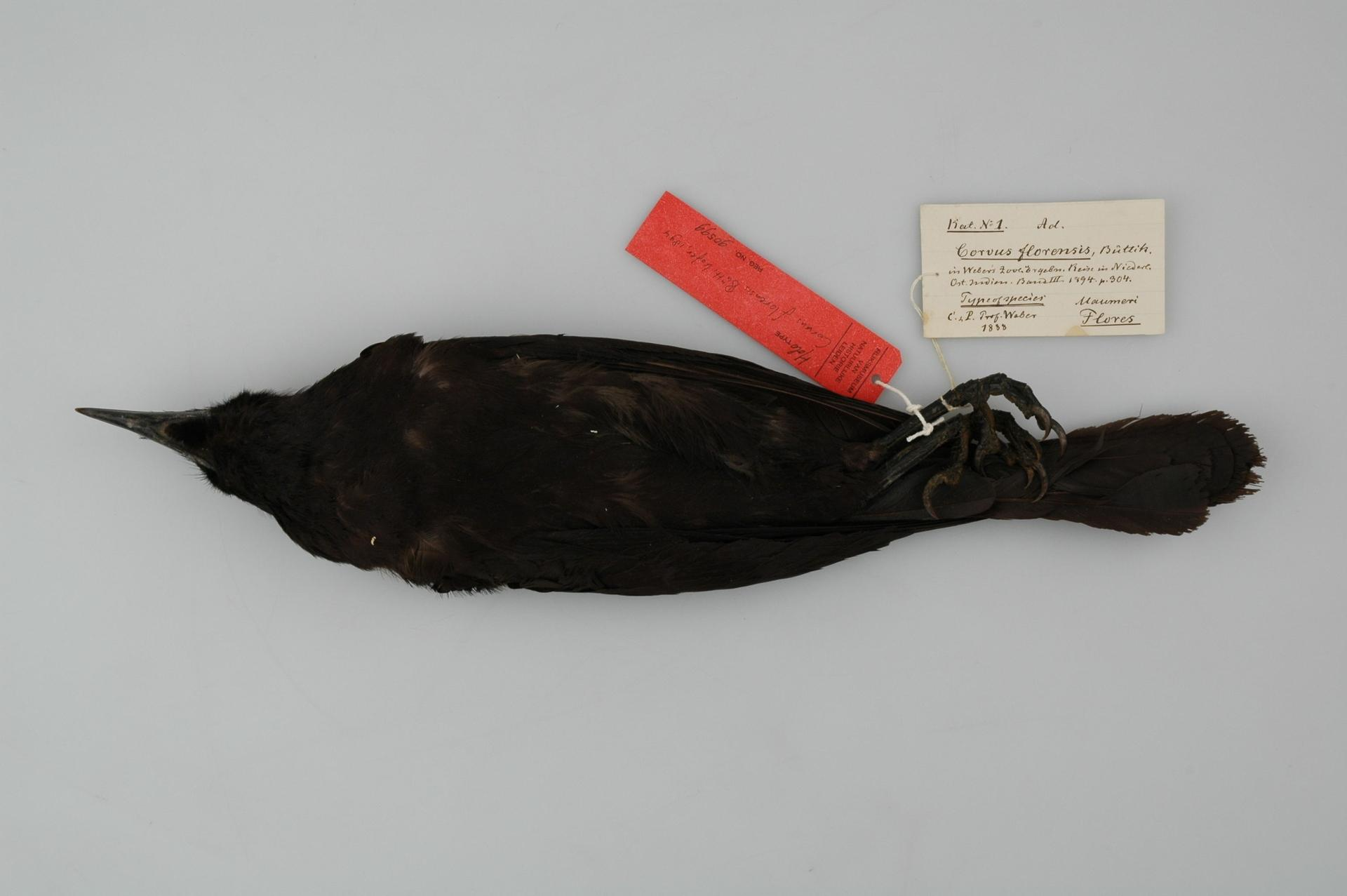
Veduta ventrale di esemplare impagliato.

### Dimensioni
Misura 40 cm di lunghezza, per 175 g di peso.

### Aspetto
i tratta di uccelli dall'aspetto robusto e massiccio, muniti di piccola testa arrotondata con becco conico e appuntito, non troppo lungo se paragonato a quello di altre specie di corvo (sebbene esso sembri più corto a causa delle lunghe vibrisse alla base, orientate in avanti, che nascondono anche le narici insolitamente grandi): le ali sono digitate, le zampe forti e la coda squadrata e di media lunghezza.
Il piumaggio si presenta di colore nero lucido su tutto il corpo, con vaghe sfumature di color bruno-ruggine sul petto e presenza di riflessi metallici purpurei su testa, ali e dorso.

I due sessi sono del tutto simili nella colorazione.
Il becco e le zampe sono di colore nero, mentre gli occhi sono di colore bruno scuro.

## Biologia
Si tratta di uccelli dalle abitudini di vita diurne e moderatamente sociali, che vivono in gruppi di una ventina di individui. Durante il giorno, i gruppi si disperdono nell'areale, frazionandosi in singoli esemplari o coppie, che passano la maggior parte della giornata alla ricerca di cibo nella canopia o fra i rami degli alberi: sul far della sera, essi si riuniscono fra i rami di un albero che funge da dormitorio, dove passano del tempo a socializzare fra loro prima di rifugiarsi nel folto della vegetazione per passare la notte al riparo da eventuali predatori.
I richiami di questi uccelli sono nasali e belanti, generalmente emessi a gruppi di due: essi ricordano vagamente il miagolio di un gatto o il pianto di un neonato.

### Alimentazione
Sebbene manchino dati precisi riguardo all'alimentazione di questi uccelli, si suppone che essi siano degli onnivori opportunisti che si cibano di un'ampia varietà di alimenti, dalle granaglie ai piccoli animali passando per frutta e bacche.

### Riproduzione
Si tratta di uccelli monogami, la cui stagione riproduttiva si estende da settembre a gennaio.
I due sessi collaborano sia nella costruzione del nido (una voluminosa struttura a coppa costruita con rametti intrecciati a circa 13 m d'altezza, possibilmente su un albero isolato) che nell'allevamento della prole, mentre la cova è appannaggio esclusivo della femmina (che però viene accudita ed imbeccata dal maschio, il quale si occupa anche di tenere a bada i dintorni del nido, durante l'incubazione).

## Distribuzione e habitat

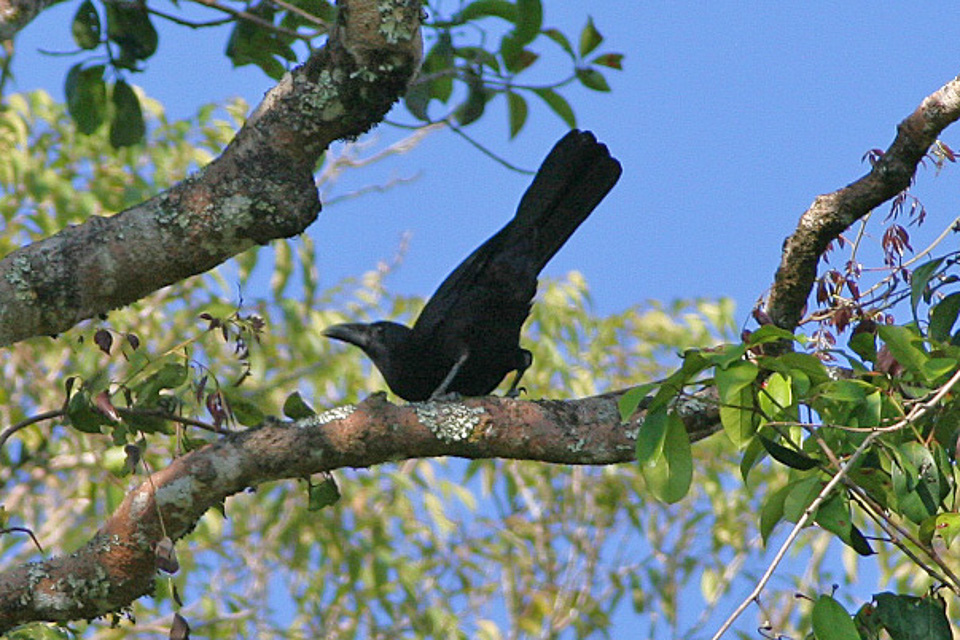
Esemplare in natura.

Come intuibile dal nome comune, il corvo di Flores è endemico di Flores, nelle piccole Isole della Sonda, della quale la specie popola la porzione occidentale.
L'habitat di questi uccelli è rappresentato dalla foresta monsonica semi-decidua di pianura, preferibilmente in prossimità di fonti d'acqua dolce permanente: i corvi di Flores popolano sia la foresta primaria che secondaria, purché vi sia presenza di alti alberi.